# 24385 Katcagen
24385 Katcagen este un asteroid din centura principală de asteroizi.

## Descriere
24385 Katcagen este un asteroid din centura principală de asteroizi. A fost descoperit pe 7 ianuarie 2000 la Socorro, New Mexico, în cadrul proiectului LINEAR. Asteroidul prezintă o orbită caracterizată de o semiaxă mare de 2,74 ua, o excentricitate de 0,13 și o înclinație de 8,0° în raport cu ecliptica.